# Kathrin Senger-Schäfer

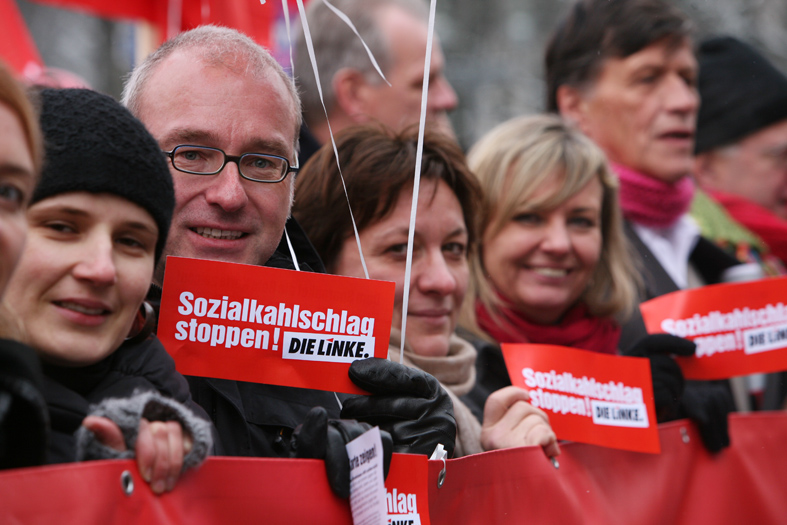
Kathrin Senger-Schäfer (2.v.r.) bei einer Demonstration gegen das Sparpaket 2010

Kathrin Senger-Schäfer (* 21. März 1962 in Bonn) ist eine deutsche Politikerin (Die Linke) und war von 2009 bis 2013 Mitglied des Deutschen Bundestages.

## Leben
Nach Vollendung des Gymnasiums in Kirchheimbolanden absolvierte sie in Mannheim und Waterloo (Kanada) ein Studium der Germanistik und der politischen Wissenschaften. Anschließend führte sie ab 1985 Dozententätigkeiten im Bereich der Erwachsenenbildung aus. Seit Anfang der 1990er Jahre ist sie ehrenamtliche Filmprüferin.
Senger-Schäfer ist verheiratet und hat zwei Kinder.

## Politik und Partei
Politisch engagierte sie sich zunächst in der Friedensbewegung und wirkte an der Entstehung der Demokratischen Sozialisten (DS) mit. 
Sie trat der 2004 gegründeten Wahlalternative Arbeit und soziale Gerechtigkeit bei und engagierte sich nach deren Fusion mit der PDS im Kreisverband der Partei Die Linke in Ludwigshafen am Rhein, schwerpunktmäßig in der Bildungspolitik. 
Von Herbst 2008 bis 2010 war Senger-Schäfer Landesvorsitzende der Partei Die Linke in Rheinland-Pfalz. 2015 verließ sie den rheinland-pfälzischen Landesverband ihrer Partei und wechselte zur LINKEN nach Thüringen.

## Abgeordnete
Zur Bundestagswahl am 27. September 2009 kandidierte sie erfolgreich auf Platz 2 der dortigen Landesliste der Linken für den Deutschen Bundestag. Senger-Schäfer war ordentliches Mitglied der Ausschüsse für Gesundheit sowie für Kultur und Medien. Sie war medien- und pflegepolitische Sprecherin ihrer Fraktion. Zur Bundestagswahl 2013 kandidierte sie als Direktkandidatin für den Bundestagswahlkreis Mainz.